# Perturbiran planet
U astronomiji, perturbiran planet (eng. disrupted planet, rus. разрушенная планета) je planet, ili egzoplanet ili, možda u nešto manjem opsegu, mjesec ili egzomjesec, koje je peturbiralo ili uništilo obližnje ili prolazno astronomsko tijelo ili drugi objekt, poput zvijezde.   Rezultat takve peturbacije može biti proizvodnja prekomjerne količine srodnog plina, prašine i krhotina koje eventualno mogu okružiti matičnu zvijezdu u obliku cirkumstelarnog diska. Kao posljedica toga, krhotinsko polje u orbiti može biti " neravni prsten prašine ", uzrokujući nepromjenjive fluktuacije svjetla u prividnoj svjetlini matične zvijezde, što je možda bilo odgovorno za neobično trepereće svjetlosne krivulje povezane sa zvjezdanim svjetlom promatranim iz određenih promjenljivih zvijezda, poput KIC 8462852 (Tabbyjeva zvijezda), RZ Piscium i WD 1145+017. Prevelike količine infracrvenog zračenja mogu se detektirati iz takvih zvijezda, što samo po sebi sugerira da prašina i krhotine mogu orbitirati oko zvijezda.
Roditeljske zvijezde koje su prouzročile urušavanje planeta su EPIC 204278916, KIC 8462852 (Tabbyjeva zvijezda), PDS 110, RZ Piscium, WD 1145+017 i 47 Ursae Majoris.
Primjeri planeta (ili njihovih odnosnih ostataka), za koje se uzima da su bili urušeni planet, ili dio takva planeta su:  'Oumuamua i WD 1145+017 b, kao i asteroidi, vrući Jupiteri i neki od hipotetskih planeta poput Peti planet, Faeton, Planet V i Teja.